# 中国におけるイスラーム
中国におけるイスラーム（ちゅうごくにおけるイスラーム）は、7世紀に中国に伝来した。中国語では「回教」や「伊斯蘭教」と呼ばれ、信徒人口は2010年現在で約2,300万人とされている。

## 名称
かつて中国においてイスラームは「大食法」、「回回法」、「清真教」などと呼ばれていたが、1956年7月に中国国務院が「関於伊斯蘭教名称問題的通知」（イスラームの名称問題に関する通知）と呼ばれるものを発表し、「イスラームは国際性を有する宗教であり、イスラームという名称は国際社会で通用する名称である。今後イスラームについて『回教』という名称を使用してはならず、『イスラーム』と称するべきである」とした。これによって中国本土でのイスラームの名称は、音節による当て字である「伊斯蘭教」に統一された。

## 歴史
中国にイスラームが伝来した年については様々な説があるが、651年が定説とされている。唐や宋の時代にはイスラームはムスリム商人の活動に付随して広まり、中国に永住したムスリムはしだいに中国化していった。元の時代にはムスリムの勢力が飛躍的に伸長した。中国全土にムスリムが住むようになり、イスラームは全国的な宗教となった。しかし、明の時代になると、元朝の後ろ盾を失ったムスリムは一転して抑圧をうけるようになった。だがムスリムの数は増え続け、なおかつムスリムの漢化が進められたことでイスラームを漢語で解釈する傾向が生まれた。清朝においてもイスラームは圧迫された。ムスリムはたびたび反乱を起こし、イスラーム文化の衰退を招いた。中華民国の時代には回民軍閥と呼ばれるムスリムの軍事勢力が西北部で影響力を及ぼしたほか、ムスリムに対して日本による工作活動が行われた。中華人民共和国の時代になると、反右派闘争や文化大革命のなかでムスリムは弾圧を受けた。改革・開放政策下では信仰の自由の保障が定められ、文化大革命中に閉鎖されたモスクは政府によって再建された。しかし20世紀後半から21世紀に入ると、テュルク系ムスリムによる分離独立運動が盛んになり、様々なテロ事件が起こったことで中国国内でイスラームへの警戒心が高まった。2017年ごろからは新疆ウイグル自治区でテュルク系ムスリムが強制収容所に拘束されているという報道がなされるようになった。

## 信徒

### 人口
2000年の中国人口調査のデータによると、中国のムスリムは20,320,580人であり、2010年の調査では2,300万人となっている。これは世界では18番目、インド以東のアジアでは4番目の人口となる。しかし、中国国内では2%ほどにすぎない。ただし、中国ムスリム研究会 (2012)によると、2,300万という数字には漢民族やそのほかの少数民族でイスラームに改宗した者や中国在住の外国籍のムスリムは含まれていないという。

### 民族
| 民族       | 1953年     | 1963年     | 1982年       | 1990年       | 2000年       |
| ---------- | ---------- | ---------- | ------------ | ------------ | ------------ |
| 回族       | 355.93万人 | 447.31万人 | 722.84万人   | 860.30万人   | 981.68万人   |
| ウイグル族 | 364.00万人 | 399.63万人 | 596.35万人   | 721.44万人   | 839.93万人   |
| カザフ族   | 50.94万人  | 49.16万人  | 90.75万人    | 111.17万人   | 125.04万人   |
| 東郷族     | 15.54万人  | 14.74万人  | 27.95万人    | 37.39万人    | 51.38万人    |
| キルギス族 | 7.09万人   | 7.02万人   | 11.34万人    | 14.15万人    | 16.08万人    |
| サラール族 | 3.07万人   | 3.47万人   | 2.66万人     | 8.77万人     | 10.40万人    |
| タジク族   | 1.45万人   | 1.62万人   | 1.22万人     | 3.35万人     | 4.10万人     |
| 保安族     | 0.50万人   | 0.51万人   | 0.90万人     | 1.22万人     | 1.65万人     |
| ウズベク族 | 1.36万人   | 0.77万人   | 1.22万人     | 1.45万人     | 1.23万人     |
| タタール族 | 0.69万人   | 0.23万人   | 0.41万人     | 0.49万人     | 0.48万人     |
| 合計       | 800.62万人 | 924.46万人 | 1,461.33万人 | 1,759.73万人 | 2,032.05万人 |

以上の表は澤井 (2018)による。
イスラームを主に信仰しているのは人口順に回族、ウイグル族、カザフ族、ドンシャン族、キルギス族、サラール族、タジク族、ウズベク族、保安族、タタール族の10民族である。このほか、漢族やモンゴル族、チベット族、白族、タイ族にも少数ながらイスラームを信仰しているものがいる。また、改革・開放政策以降は国外からもムスリムが訪れている。ただし、イスラームを主に信仰している少数民族の中でも信仰を放棄しているものや無神論を信奉しているものがいる。
かつてドンシャン族、サラール族、保安族はそれぞれ「東郷回」「撤拉回」「保安回」と呼ばれ、敏 (2012)によると、これらは回族と同様に、イスラームがなければ形成されなかった民族だという。

### 分布
| 地名       | ムスリム人口 (2000年) | 当地の総人口に占める割合 (2000年) |
| ---------- | --------------------- | --------------------------------- |
| 新疆       | 1070.6万人            | 57.99%                            |
| 寧夏       | 186.5万人             | 33.99%                            |
| 甘粛       | 166.9万人             | 6.64%                             |
| 河南       | 95.8万人              | 1.05%                             |
| 青海       | 84.4万人              | 17.51%                            |
| 雲南       | 64.5万人              | 1.52%                             |
| 河北       | 54.5万人              | 0.82%                             |
| 山東       | 50万人                | 0.55%                             |
| 安徽       | 33.9万人              | 0.58%                             |
| 遼寧       | 26.7万人              | 0.64%                             |
| 北京       | 24万人                | 1.76%                             |
| 内モンゴル | 21.1万人              | 0.91%                             |

以上の表は敏 (2012)による。

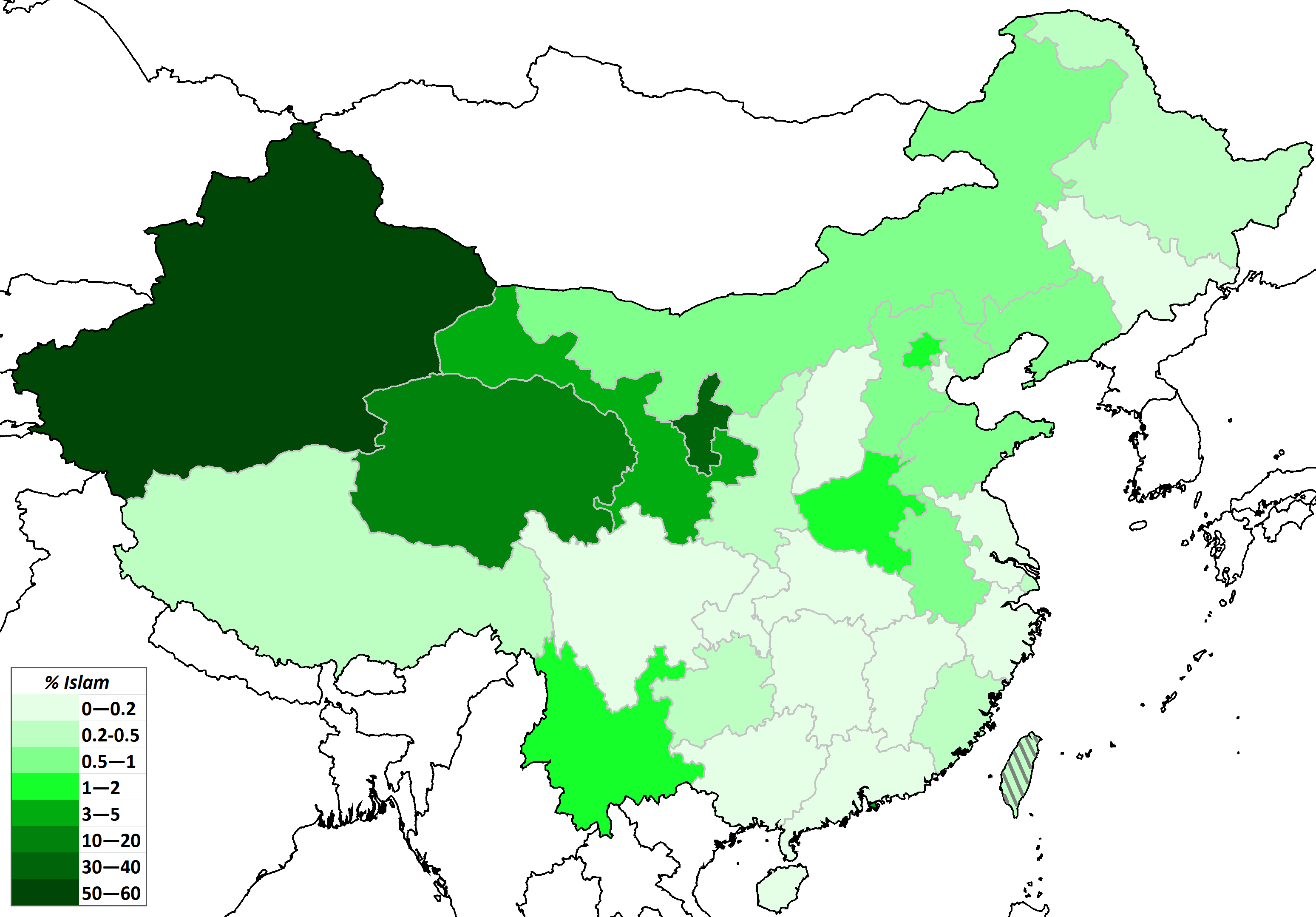
2010年の調査に基づく中国の各省におけるムスリムの割合。

回族は北は中国東北部、南は海南、西は新疆、東は山東省まで全国的に分布しているが、そのほかの民族はほとんど新疆、甘粛、寧夏、河南、青海、山東、雲南に集中的に分布している。上記の表に掲載されている新疆から内モンゴルの12地域のムスリムで中国のムスリムの90%以上を占める。ただし、中国社会科学院が発表した『2009年中国宗教報告』によると2008年にはおよそ300万もの流動ムスリム人口が存在したという。

## 教派
7世紀にイスラームが伝来してからおよそ1,000年もの間、中国ではムスリムは圧倒的に少数派であり、たとえ教派が違っていてもムスリムとしての同一性が優先されたため教派間・宗派間の争いなどは起きなかった。
しかし、明末清初に新疆を経由してスーフィーの思想が伝わったことによって、17世紀末から18世紀初めに「門宦」と呼ばれるタリーカが形成された。彼らに対抗する形で従来のムスリムは「カディーム派」と名乗るようになった。その後、19世紀末から20世紀初めにかけて、門宦とカディーム派を批判する「イフワーン派」と、門宦とカディーム派の特色を取り入れた「西道堂派」が誕生した。こうした歴史的背景もあり、中国本土の教派の最も大きな区分としては三大教派四大門宦という言葉で表される。これらの教派の多くはスンナ派ハナフィー学派に属しているが、近年ではハンバル学派に従うものもおり、一様ではない。
このほかタジク族がシーア派のイスマーイール派を信奉し、新疆ウイグル自治区ではスーフィズム教団のイシャーン派、スンナ派、シーア派などが形成されている。
このように中国のイスラームは様々な教派に分かれているが、高 & 樋口 (2007)によると、異なる教派への批判や干渉、また、ウイグル族が回族の教派を批判することもほぼなく、ムスリムとしての宗教的連帯意識を強く持っているという。

### カディーム派
カディーム派は中国におけるイスラームの最大教派である。「カディーム」（格底目、格底木）とはアラビア語で「古い」の意である。「老教」とも呼ばれ、新疆の回族には「大坊」と呼ばれる。18世紀以降は下記の新しい教派に教徒を奪われ、その数を減らしているが、それでもなお回族の大半を占める数百万人を抱えている。
通常、カディーム派はスンナ派のハナフィー学派に属しているとされているが、スンナ派がそれぞれの時代のウラマーの合意に基づいて教義を定めているのに対し、カディーム派はこれを認めておらず、同様にこれを認めていないシーア派的な要素の受容が見られる。
カディーム派は六信五行の厳格な履行、また、シャリーアを重視しており、中国の風土で形成されてきた宗教的な儀礼に非常にこだわっている。しかし、他教派に対して妨害を行うことは少なかった。

### イフワーン派
イフワーン派はカディーム派に次ぐ勢力を持つ教派である。「イフワーン」（伊和瓦尼）とはアラビア語で「兄弟」の意である。それぞれ「新教」「旧教」と呼ばれた門宦とカディーム派を共に旧教と批判したことから「新教」や「新興派」とも呼ばれる。また、「経典に基づいて教えを立てる」「経典を遵守し、習俗を改める」と主張していたことから「遵経派」や「聖行派」とも呼ばれる。1880年代末に西北部から始まり全国各地に広まり、従来の教派の漢化が進み本来のイスラームから逸脱していると考えている。1937年には2つの派閥に分裂し、激しい対立関係にある。
この教派は協議が分かりやすいこともあり信者数が急増し、現在はおよそ百万人を超えている。

### 西道堂派
西道堂派は上記2つの教派に比べたら勢力は小さく、1万人あまりにすぎない。漢文の経典を用いて宣教したため「漢学派」とも呼ばれる。西道堂派は幅広い経済活動を行い、1940年代には全国的なネットワークを形成したが、その後は軍閥からの圧迫や体制の動揺で衰退した。

### 門宦
中国においてスーフィズム教団は門宦と呼ばれる。新疆の回族からは「小坊」と呼ばれる。門宦はカーディリーヤ、クヴラヴィーヤ、ジャフリーヤ、フフィーヤの四大門宦に分類され、それらはさらに40ほどの支系に分かれている。
門宦では世襲で継承される教主（ムルシド）に宗教的、文化的、経済的に権威が集中しており、教主の墓は「拱北」として崇拝の対象になる。

#### カーディリーヤ
カーディリーヤは甘粛や寧夏、青海や新疆に分布しており、2007年現在で十数万の信者を有している。仏教と道教の影響を受けている。カーディリーヤと他門宦の違いは、信者が結婚せず出家して修業すること、師を訪問し遊学することが修行として認められること、毎年、全国各地に15か所あるカーディリーヤのすべての教坊をめぐることを義務づけていること、毎年の正月、3月25日、8月15日、9月9日にアマルを行うことを修行としている点にある。

#### クヴラヴィーヤ
クヴラヴィーヤは甘粛省のドンシャン族地域に分布している。クヴラヴィーヤとは「大物に至る」という意味。四大門宦の中では最も信者が少なく、およそ1万人である。分布も甘粛のごく一部に限られている。

#### ジャフリーヤ
ジャフリーヤは甘粛や寧夏、雲南や新疆に分布している。ジャフリーヤとは「公開的・高い声で唄う」という意味であり、「新教」や「高声派」とも呼ばれる。ジャフリーヤは寧夏や甘粛、青海のほか新疆や雲南、吉林などに分布しており、2004年現在の信者は30万人を超えている。

#### フフィーヤ
フフィーヤは甘粛や蘭州、寧夏に分布している。フフィーヤとは「隠密的・低い声で唄う」という意味であり、「老教」や「低声派」とも呼ばれる。フフィーヤは甘粛や寧夏、青海に集中しており、2004年現在の信者は40万人を超えている。分裂を繰り返した結果、現在では十数の派閥に分かれている。

### イシャーン派
イシャーン派は新疆で広まったスーフィズムの教派である。「イシャーン」とは16世紀に新疆に送り込まれ得たスーフィズムの伝道者の呼称で、スーフィー教団の導師を指す。

## 社会

### 共産党員のムスリム
中国共産党の党員数は2009年時点で7800万人であるが、この中にはイスラームを信仰する少数民族も含まれている。中国共産党に入党するにあたっては無神論を支持し宗教信仰を放棄する必要があるが、中国ムスリム研究会 (2012)によると、例えば寧夏では共産党員にもかかわらずイスラームの信仰を実践している回族が多いが、政府当局によって黙認されているという。その一方で、イスラームを信仰する少数民族に生まれながら宗教を徹底的に否定しているものもいる。

### 伊斯蘭協会

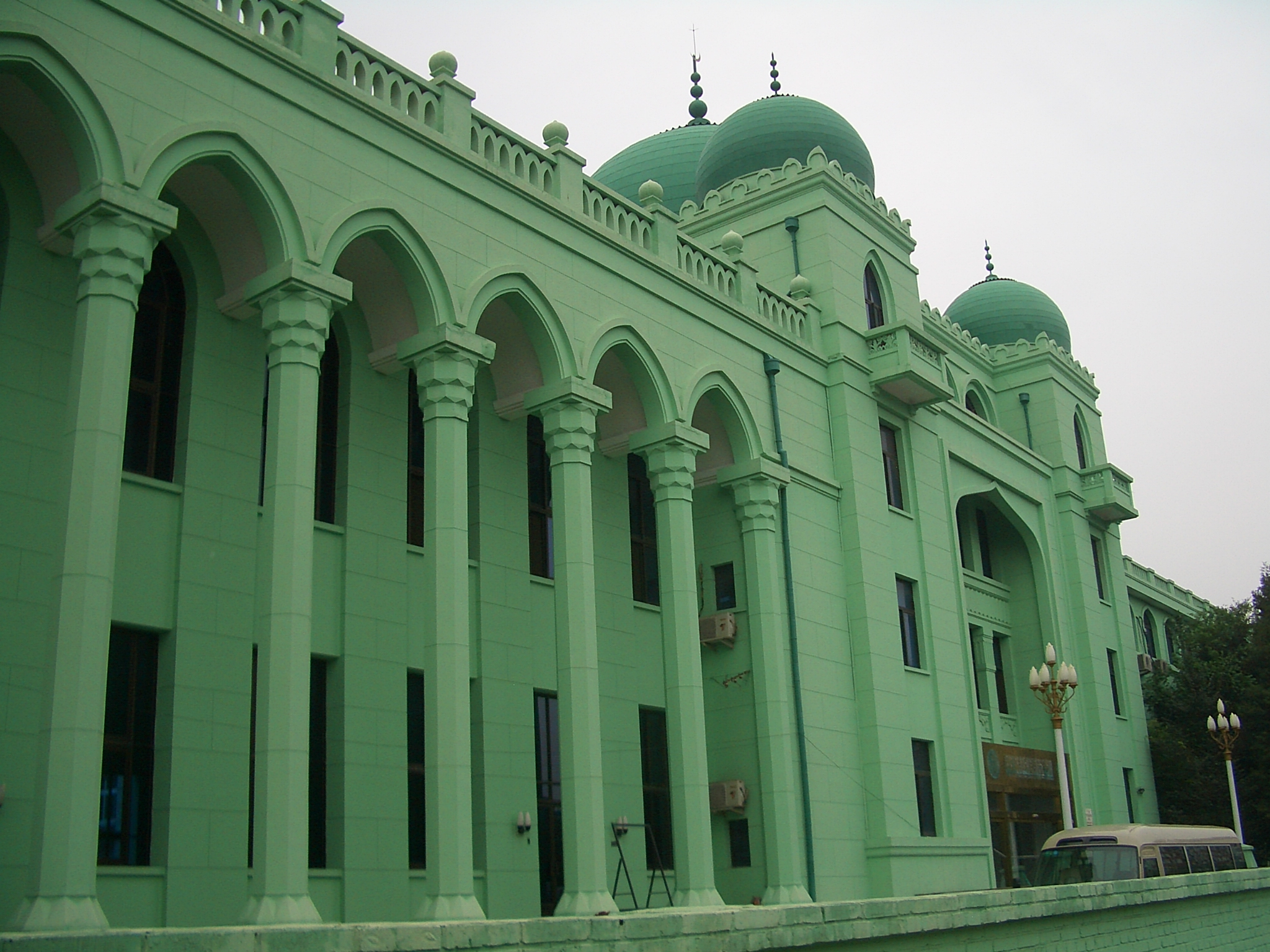
北京にある中国伊斯蘭教協会の本部。2008年撮影。

1953年5月に北京で全国的なイスラーム組織である中国伊斯蘭教協会が設立され、そのほか29の省・直轄市、186の市、291の県市で地域レベルのイスラーム協会が設立された。これらの組織は、イスラーム教育、指導人材の育成、学術文化研究、書籍の編集出版、ムスリムがマッカへの巡礼義務を履行できるための組織化などが任務として挙げられる。天安門事件後の1990年代には宗教政策の法制化が行われ、国務院直属の国家宗教事務局が中国伊斯蘭教協会にたいして行政指導を行う権限が付与された。現在では、国務院の下の中央統一戦線工作部があり、その下に国家宗教事務局と民族委員会が、その下部組織として中国伊斯蘭教協会があり、さらにその下部組織として各省や市などの伊斯蘭教協会がありモスクやアホンを統括している。こうした関係は上から下に管理されるのみでなく、下から上に対して要求が行われ、実際に要求が汲み取られることもある。
中国各地のモスクや拱北は当地の宗教事務管理部門から認可を受けたものに限られ、清真寺のアホンやメスチトのイマームは各地のイスラーム協会が発行する「アホン証明書」を試験に合格して取得しないとアホンとして勤務することができない。また、下記する清真寺民主管理委員会は一般信徒によって決められることになっているが、この人選や承認に宗教事務局や各地のイスラーム協会が干渉する事例がある。

### 清真寺民主管理委員会
1993年12月、中国伊斯蘭教協会は「清真寺民主管理試行弁法」を制定した。これによりモスクを管理するメンバーが民主的な選挙でえらばれるようになり、選ばれたメンバーはそれぞれ主任や副主任、会計などの役職に就き、3年の任期でモスクを運営することになった。モスクで管理委員会のメンバーが決定したらその名簿を地元の宗教事務局やイスラーム協会に提出し、行政上の審査、承認を経て管理委員会が発足される。この管理委員会には基本的には誰でも就任できることになっているが、暗黙の了解として敬虔で経済的に余裕があることが重視される傾向にある。澤井 (2018)によると、党の規則で宗教活動を禁じられている共産党員は管理委員会のメンバーになることが出来ない。その一方で、奈良 (2015)によると、昆明市のモスクの管理委員会には最低1名の共産党員が委員として参加しているとされているという。
清真寺民主管理委員会はモスクのアホンの招聘や解雇を決定する。アホンの人数は宗教事務局の許可を得なければ増やすことが出来ない。

### ジャマーアト
ジャマーアト（哲瑚提）とは、アラビア語で「集団」を意味し、モスクを中心に集住するコミュニティや集団を指す。あるジャマーアトのムスリムたちが別のジャマーアトに赴き、当地のムスリムと交流したり宣教したりする活動はジャマーアト訪問と呼ばれる。ただし、娯楽としての観光で赴いた場合でもジャマーアト訪問だと見なされるという。中国政府は宣教活動としてのジャマーアト訪問は事実上禁じており、これが黙認されている一部の地域を除いて、政府による取り締まりが行われているという。

### 愛国愛教
2000年ごろから中国政府は「愛国愛教」というスローガンをイスラームなどの宗教への政治宣伝に使い始めた。イスラームに対しては「愛国は信仰の一部」というスローガンがメディア報道などで積極的に用いるようになった。この「愛国は信仰の一部」という言葉は1930年代に中東に留学したムスリムが持ち帰ったハディースとされている。澤井 (2018)によると、これらのスローガンはムスリムに受け入れられており、モスクや拱北のポスターや横断幕に頻繁に用いられているという。

### イスラモフォビア
1980から90年代に、中国でムスリムの習慣に対し嘲弄・侮辱と捉える内容を含む漫画、書籍（1989年の『性風俗』、1993年の『脳筋急転彎』など）が出版されたことにより、ムスリムが激しく抗議し、暴動に発展したこともあった。そのため、中国の国家民族事務委員会、国家新聞出版署、国家宗教事務局などの機関は少数民族を保護するために、出版関係者にムスリムの感情を害しないように自制を求め、書籍の回収と焚書を行い、問題の書籍を出版した出版社に処罰を与えたこともある。また、2010年ごろに「豚は回族の祖先」「豚はムハンマドの命の恩人」「回族にとって豚は神様」「猪八戒はムスリム」などのヘイトスピーチも流行っており、社会問題になっていた。
2016年ごろから、中国のインターネット上で「穆黒」と呼ばれるネチズンによってイスラームや回族はヘイトスピーチの対象になっているという。イスラームに対する偏見や警戒心は欧米発のイスラーム原理主義のテロ事件をニュースで垂れ流されていることや、2010年代に起こった新疆出身のウイグル族を中心とするテュルク系ムスリムによる無差別殺傷事件によって強まっている。ヘイトスピーチ的な書き込みに対する検閲や削除は緩慢だという。また、インターネットに限らず学術界でもムスリムに対する嫌悪やイスラームを主に信仰する少数民族への優遇政策に対する不満が上がっている。

## 文化

### 衣服

#### 頭部

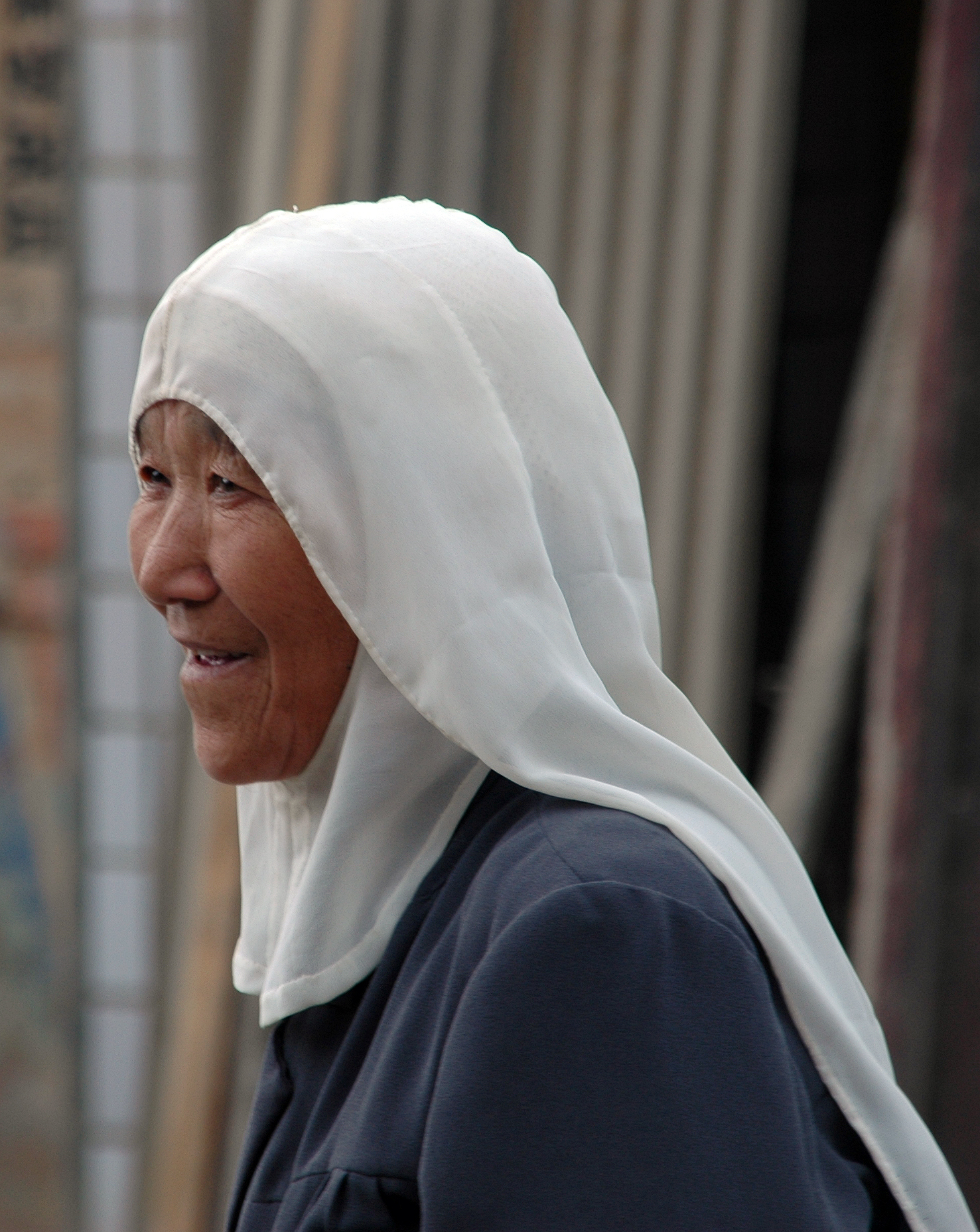
白い蓋頭を着用する東郷族の女性。2006年撮影。

男性は「白帽」「回回帽」「礼拝帽」などと呼ばれる綿で作られた帽子をかぶる。白色をしたものが一般的だが、改革開放政策以降は黒色や青色など様々な色の帽子が作られている。また、モスクの指導者やマッカ巡礼者は帽子とは別に「戴斯塔爾」（ダスタール）と呼ばれるターバンを着用する。ターバンの色、素材、巻き方は様々あり、カディーム派や門宦はイランに起源をもつとされる巨大な白いターバンを着用し、イフワーン派はアラブに起源をもつとされる黄色や赤色、青色のターバンを頭部に密着させて着用する。
女性はヒジャブに起源をもつ「蓋頭」と呼ばれる伝統的なヴェールを身につける。これは女性の頭の先から耳、襟元までを覆って顔を露わにするデザインをしている。色は年齢により異なり、若い未婚女性は緑、既婚女性は黒、孫がいる老婦人は白である。また、老婦人の蓋頭は年少者のそれよりも長いという。改革開放政策後はスカーフやヒジャブ、ニカブが中国国内で流通するようになり、ヴェールのデザインや着用方法は多様になっている。高木 (2019)が北京市とフフホト市で行った調査ではヴェールの代わりにつばのない帽子に頭髪を入れて隠す女性もよく見られたという。また、ムスリムであっても頭髪を覆わない女性もいたという。

#### 服装

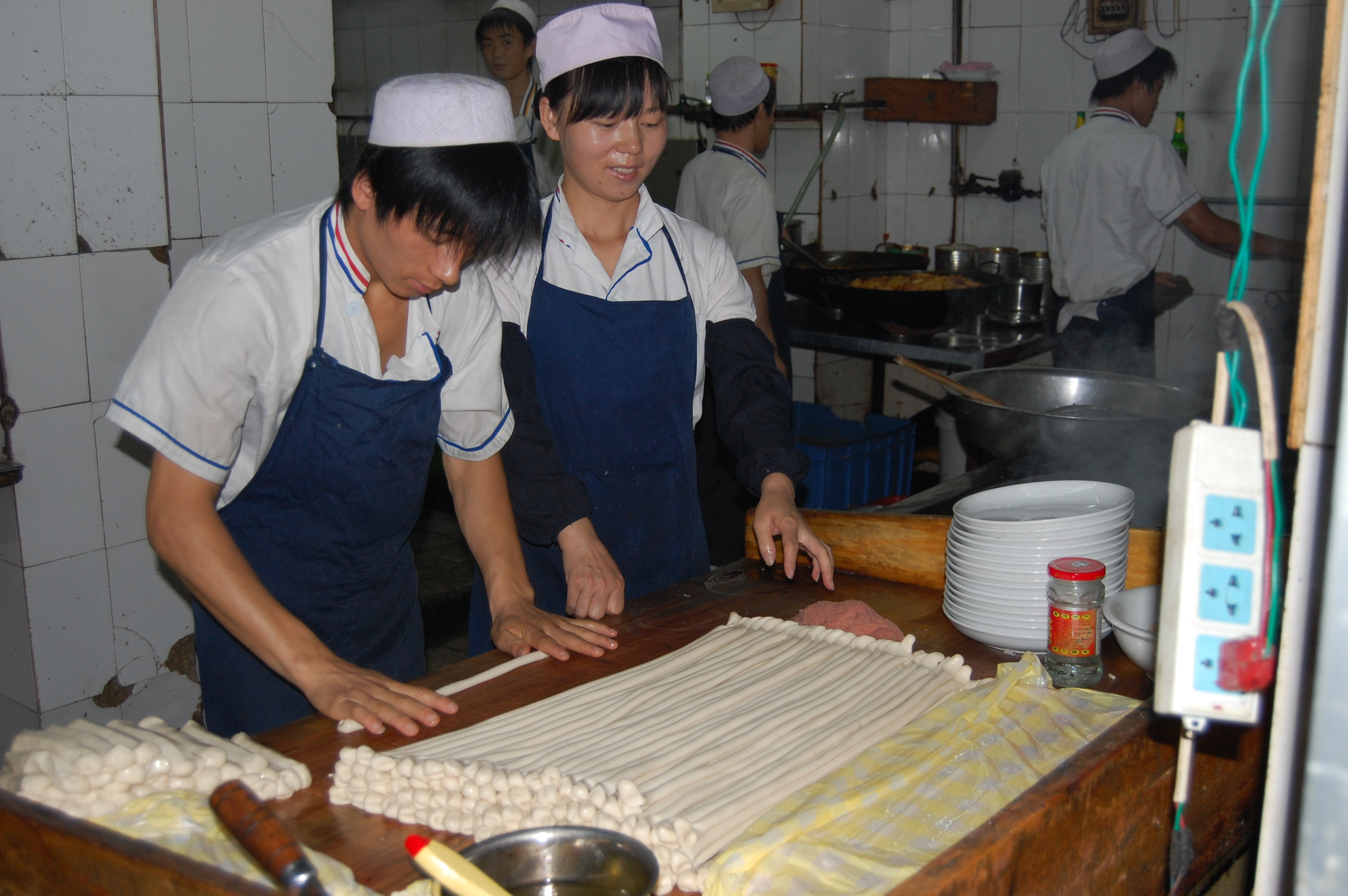
調理中の蘭州の回族。女性は腕に布を付けて肌を隠しているのが見て取れる。

明代からムスリムは漢民族と変わらない衣服を着用し、中華民国以降も人民服や洋服を着用してきたが、男女を問わず、体のラインが目立たない服装が好まれる。男性は「准拝」と呼ばれるロング丈の緑色や黒色など簡素な色をした外套が着用され、人物や動物が描かれた服は偶像崇拝を想起させるため忌避されるという。
女性は他のイスラーム社会と同様に、ミニスカートや半ズボン、袖なしブラウスなど肌を露出するものを着ない。しかし、若い世代はその限りではない。

#### 装飾品
回族の女性には金の指輪を付ける習慣がある。薬指にはめると既婚、小指にはめると婚約、中指にはめると恋人がいないことを示すという。これはアラビアの風習によるものだという。また、回族に伝わる「娘の目をよくするためにはピアスを付けなさい」という諺に従ってピアスをつけるものがいる。このほか、アラビア原産の鳳仙花で爪を染める習慣が寧夏や甘粛、青海や陝西に残っている。

### ハラール料理・食品
他のイスラーム社会と同様、ムスリムの食事はイスラーム法に則ったものになっている。中国のムスリムは規範を遵守しながら中華料理の要素を吸収し、漢人から清真料理と呼ばれる独特の中華料理を作り出した。服装は時代とともに変化しているが、ハラール料理にはそのような改変は見られず、伝統的な調理方法が継承されている。
1980年代以降は中央や地方の行政機関がハラール食品を監督し、「清真牌証」を交付してハラール認証を行っている。また、2010年代からはマレーシアやインドネシアの認証を取得してハラール食品を輸出する事例が増えている。
1949年に中華人民共和国が成立してから中国共産党や政府はムスリム少数民族に対してハラール食品の生産や販売を容認していたが、2010年頃から中国のインターネット上では、こうした優遇措置は不公平であり、政教分離の原則に反するとの主張が穆黒から叫ばれたという。

### 言語
回族が漢語を、ドンシャン族や保安族がそれぞれ東郷語と保安語というモンゴル系言語を、タジク族がペルシア系言語を話し、これら以外のウイグル族やカザフ族、キルギス族、サラール族、ウズベク族、タタール族は全てテュルク系言語を話す。
回族など漢語を話すムスリムは「経堂語」や「回民話」、「回回話」などと呼ばれる、アラビア語やペルシア語、トルコ語の語彙が混じった漢語を用いる。例えば、通常の漢語では「礼拝」という言葉は日本語と同様に「礼拝」と表現されるが、経堂語では礼拝はペルシア語由来の「乃麻孜（ナマーズ）」と表現される。また、カアバ神殿を指す「天房」などイスラーム用語として独自に作られた言葉や、ムハンマドを指す「聖人」など儒教といった他宗教からの借用語も見られる。

### 文字
漢語を話すムスリムの間では、小児経というアラビア文字やペルシア文字を用いた漢語の表記法が広まった。前近代のムスリムは漢字識字率が低く、アラビア文字などのほうが理解しやすかったためよく使用されたが、近年では漢字識字率が上昇し、アラビア語教育が普及したことに伴って小児経は衰退している。
ウイグル語を話すウイグル族はアラビア文字を基礎としたウイグル文字を使用している。

### 建築
中国においてモスクは、かつては「礼拝寺」「回回寺」「信教寺」などと様々な呼称をされていたが、現在では漢語では「清真寺」に統一されている。また、ウイグル語ではメスチトと呼称される。2005年ごろの中国伊斯蘭教協会の資料によると、中国全土には34,000以上のモスクが存在している。また、そのうち24,000以上は新疆に存在している。これは単純計算してムスリムおよそ400人につきひとつのモスクがあることになる。
敏 (2012)によると中国のモスクは時代と地域により大きく3つの建築様式に分類されるが、チベット自治区にあるラサのモスクにはチベット式建築芸術が用いられていたり、雲南のモスクにはタイ族の竹楼形式が採用されていたり、当地の民族の建築芸術の要素が用いられている。
中国西北部の甘粛や寧夏、青海で新築されるモスクはアラブ様式や、インド様式ともとれる建築様式をとっているという。ただし、2016年に掲げられた「宗教中国化」という政策によってアラブ風のドームが撤去されている事案がある。

#### アラブ・ペルシア式モスク

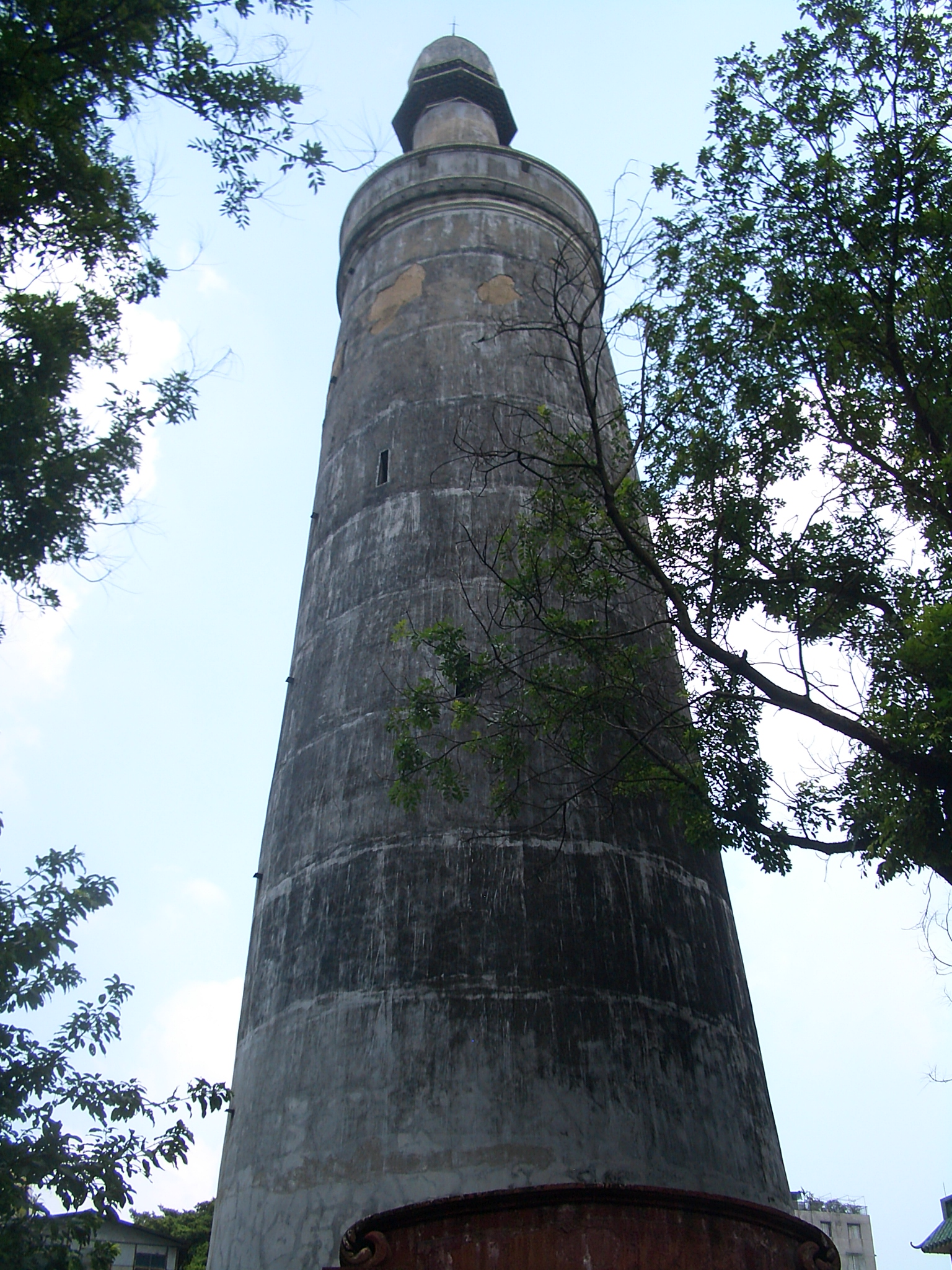
広州の懐聖寺のミナレット。2008年撮影。
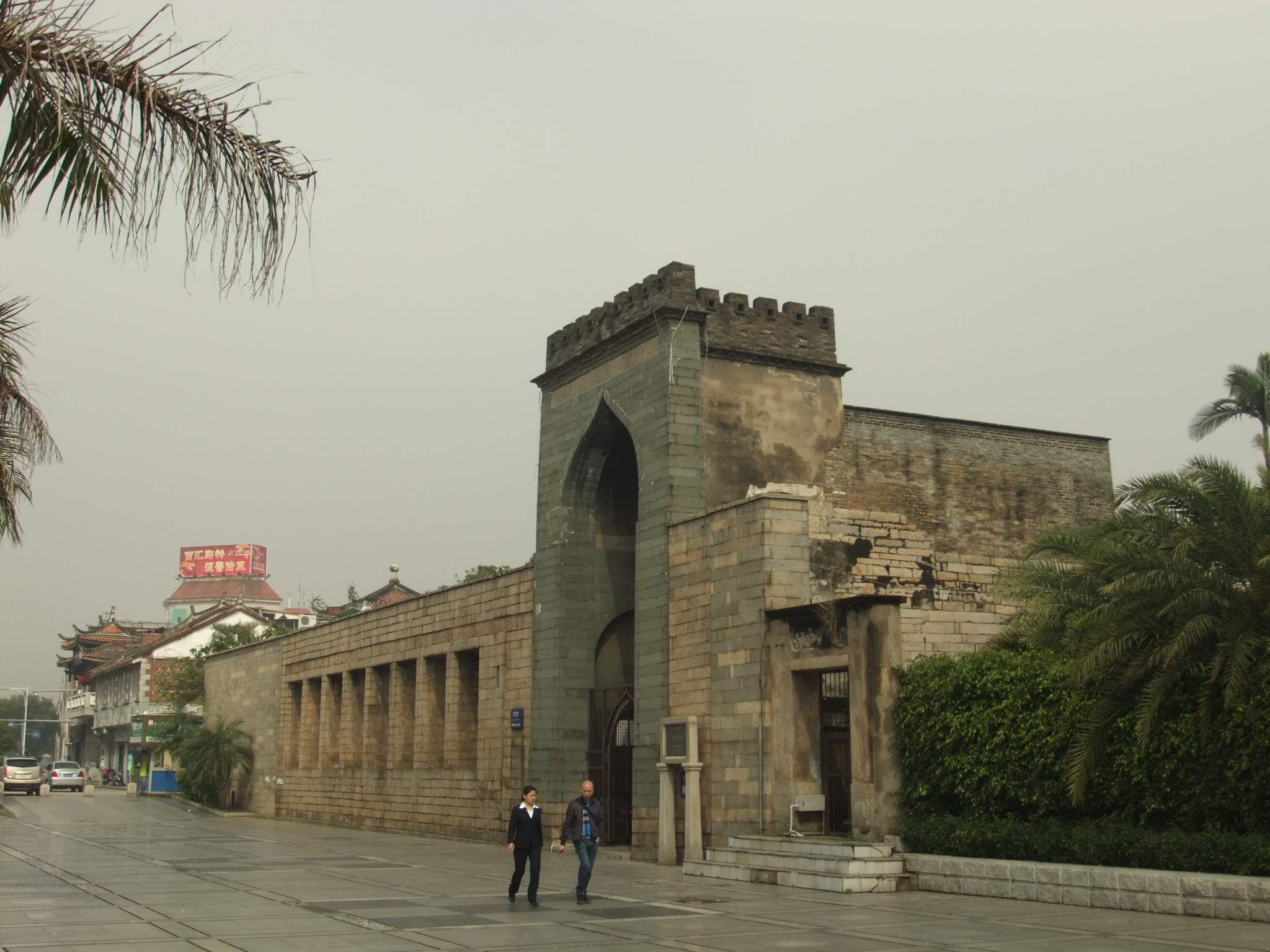
イラン型のイーワーンを持つ泉州の清浄寺。2012年撮影。
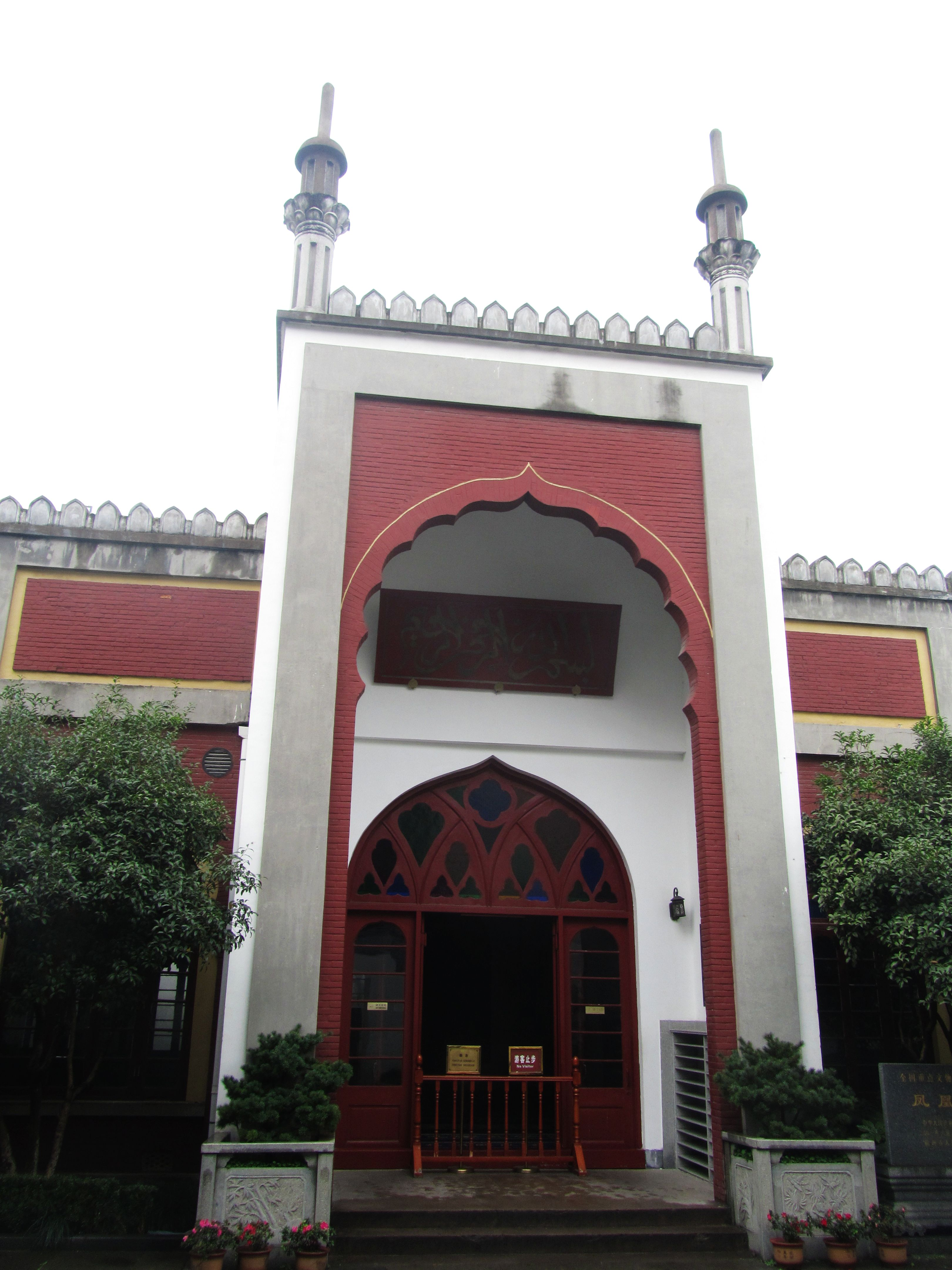
杭州の鳳凰寺。2013年撮影。
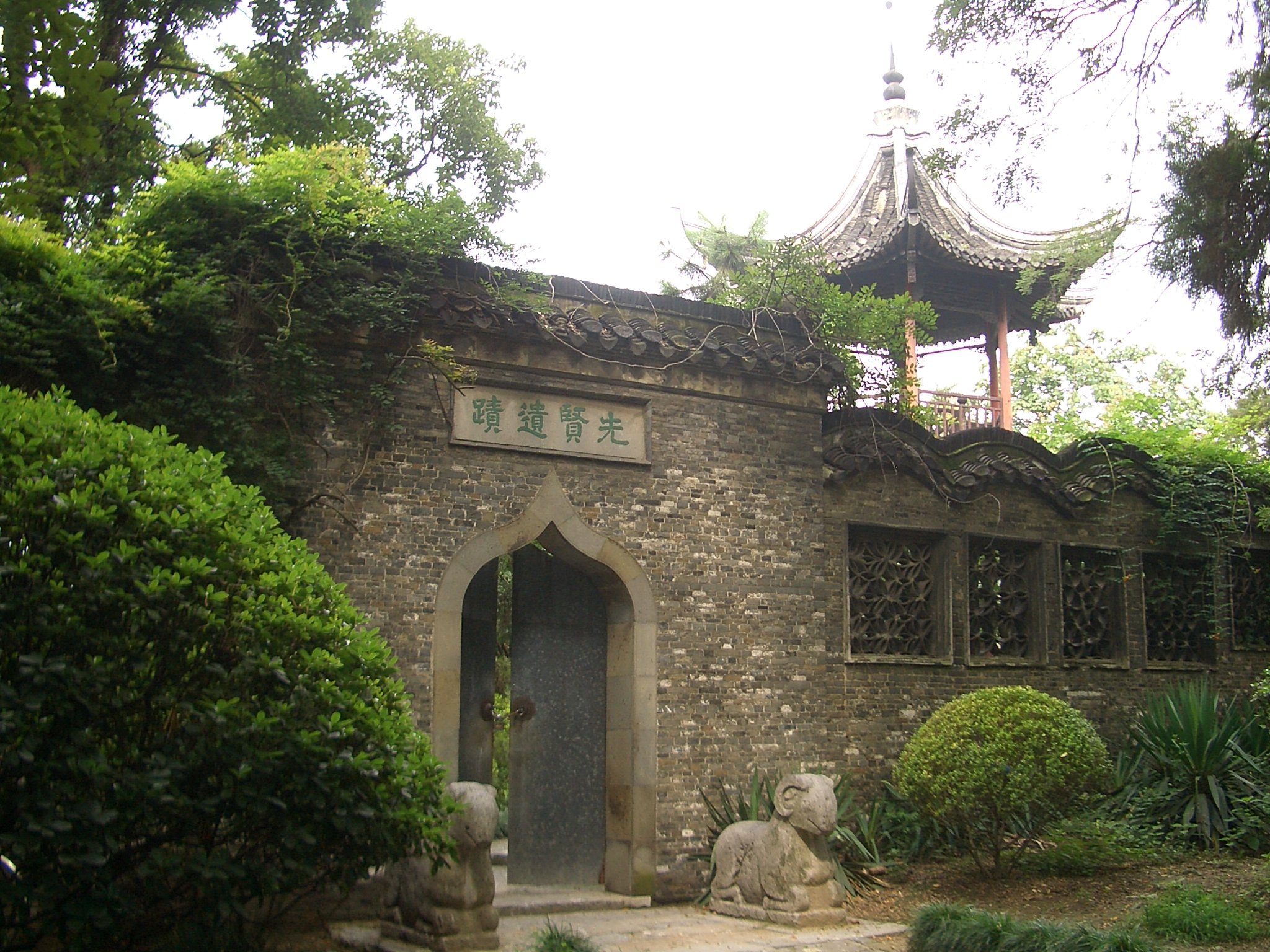
揚州の仙鶴寺。2008年撮影。

唐や宋、元代に中国沿岸部で建設されたモスクにはアラブ式のものが見られる。中国では珍しい西アジア風の円筒形のミナレットを持つ広州懐聖寺や、イーワーンなど多くのイラン系のモスクの特徴を持つ泉州清浄寺、杭州鳳凰寺、揚州仙鶴寺などがこれに当てはまるという。

#### 中国古典建築様式のモスク

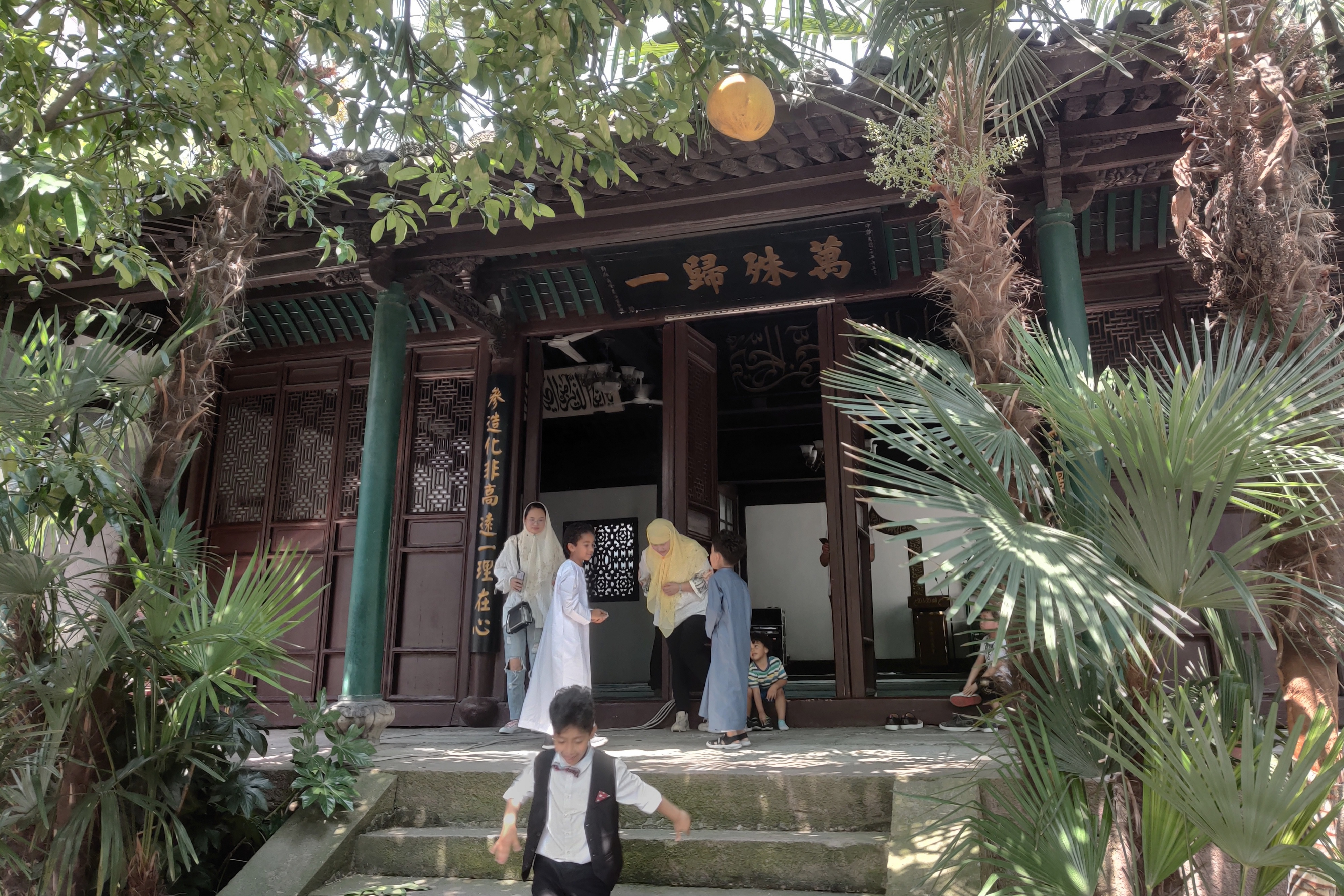
寧波にある月湖清真寺。2019年撮影。
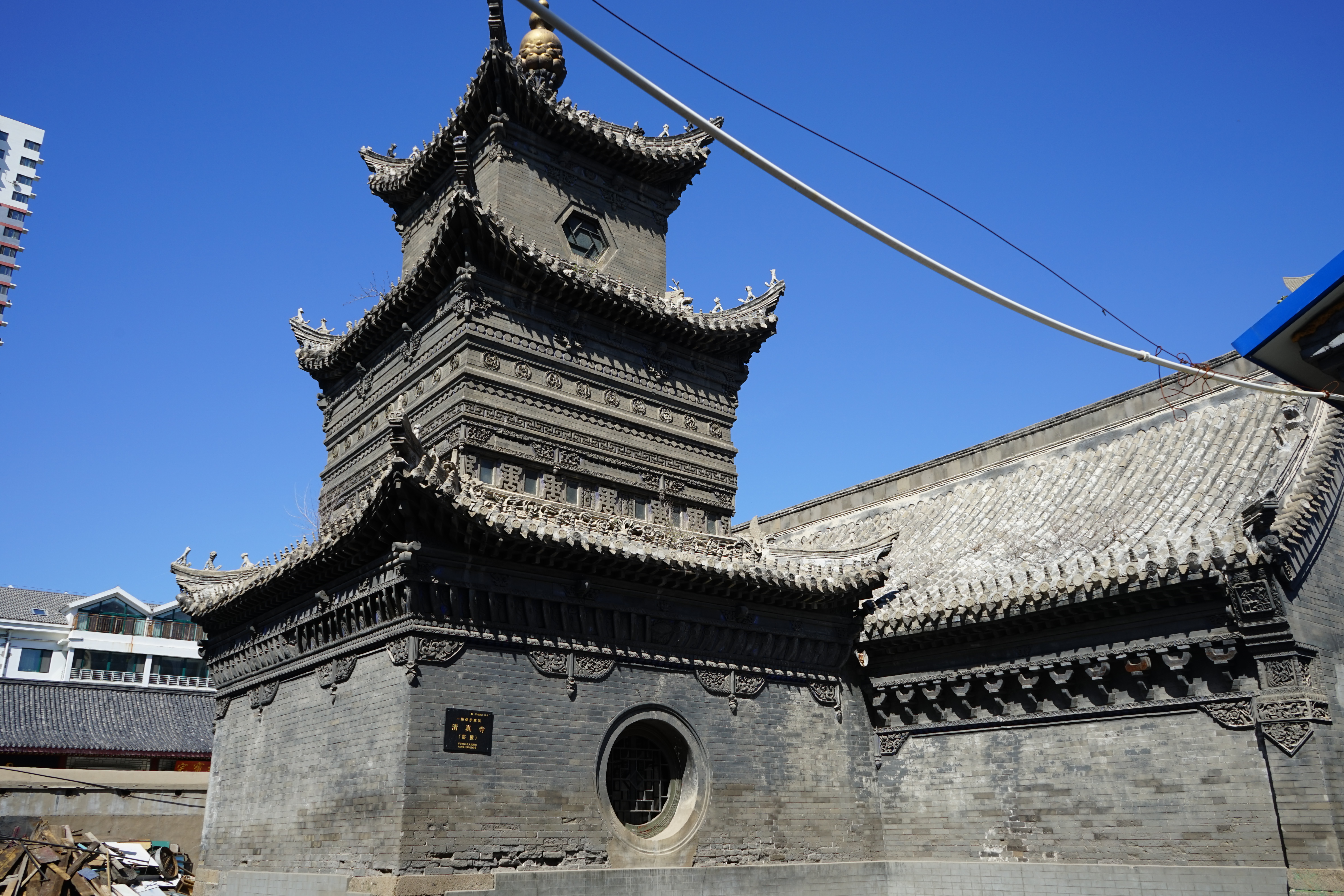
チチハルにある卜奎清真寺。2017年撮影。
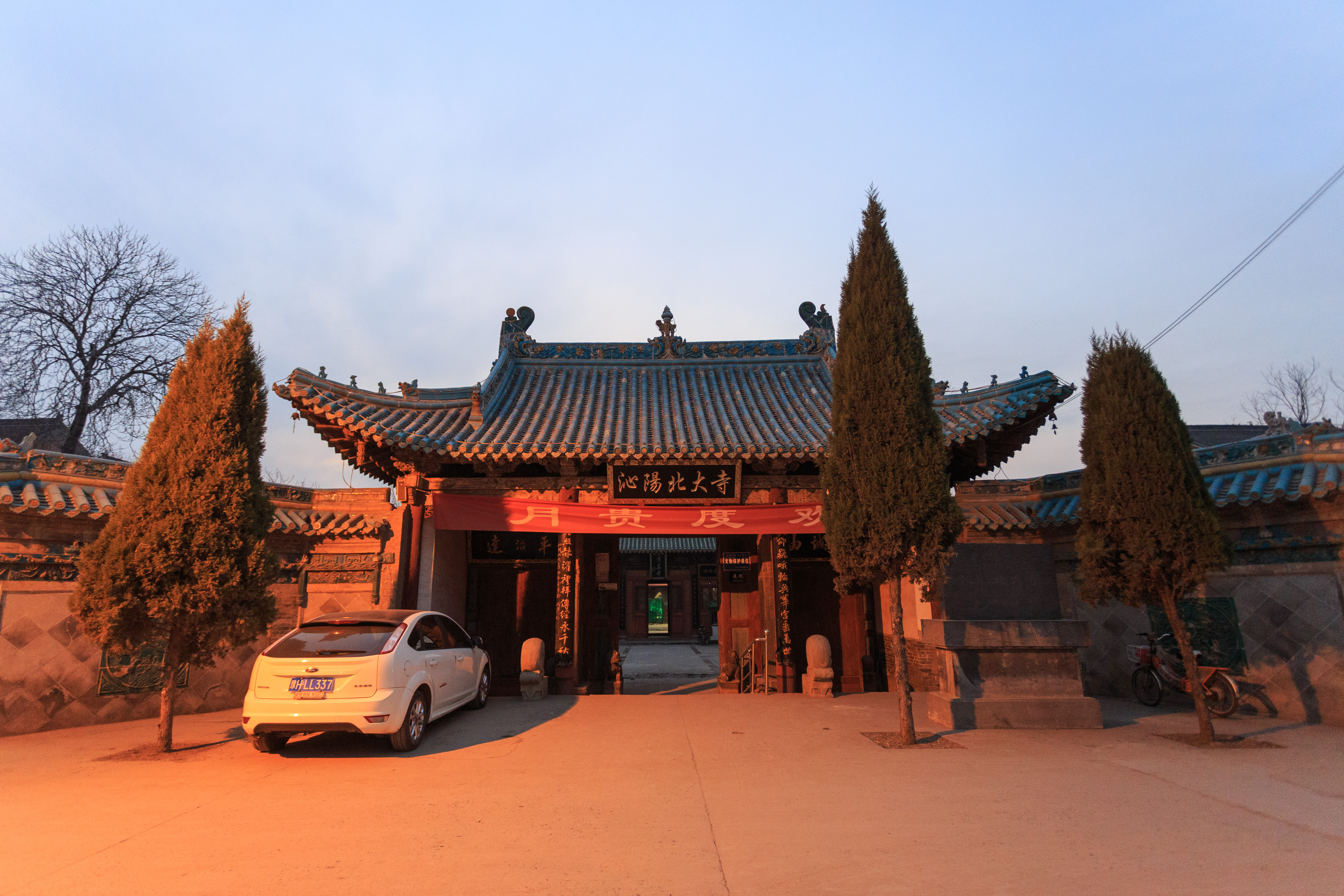
沁陽にある北大清真寺。2018年撮影。
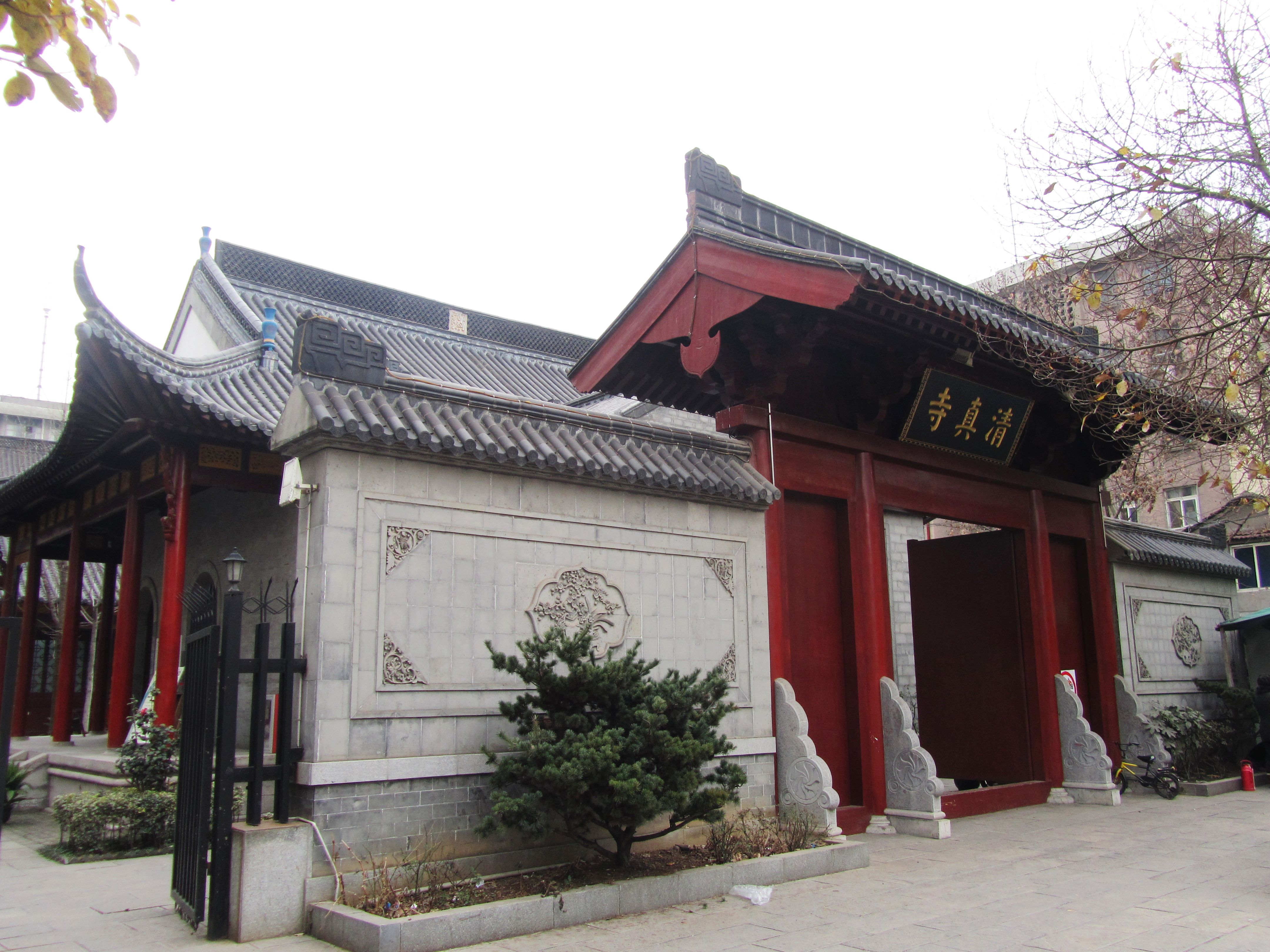
南京にある草橋清真寺。2012年撮影。

明清代に建設された中国本土のモスクは中国の古典建築の影響を強く受けるようになった。構造は四合院をほぼ同じで東西南北に建物があり中央に中庭がある。木造かつ瓦屋根が用いられ、講堂や沐浴室が加えられるようになった。ミナレットも仏塔によく似た形になり、仏教寺院や道教の道観と変わらない見た目をしているモスクもある。その一方で、イスラーム建築の特色も残っている。屋根には新月や星のマークが掲げられ、礼拝殿にはマッカの方向を示すミフラーブや金曜礼拝の際に用いられるミンバルなどが設けられている。

#### 新疆の西アジア・中央アジア式モスク

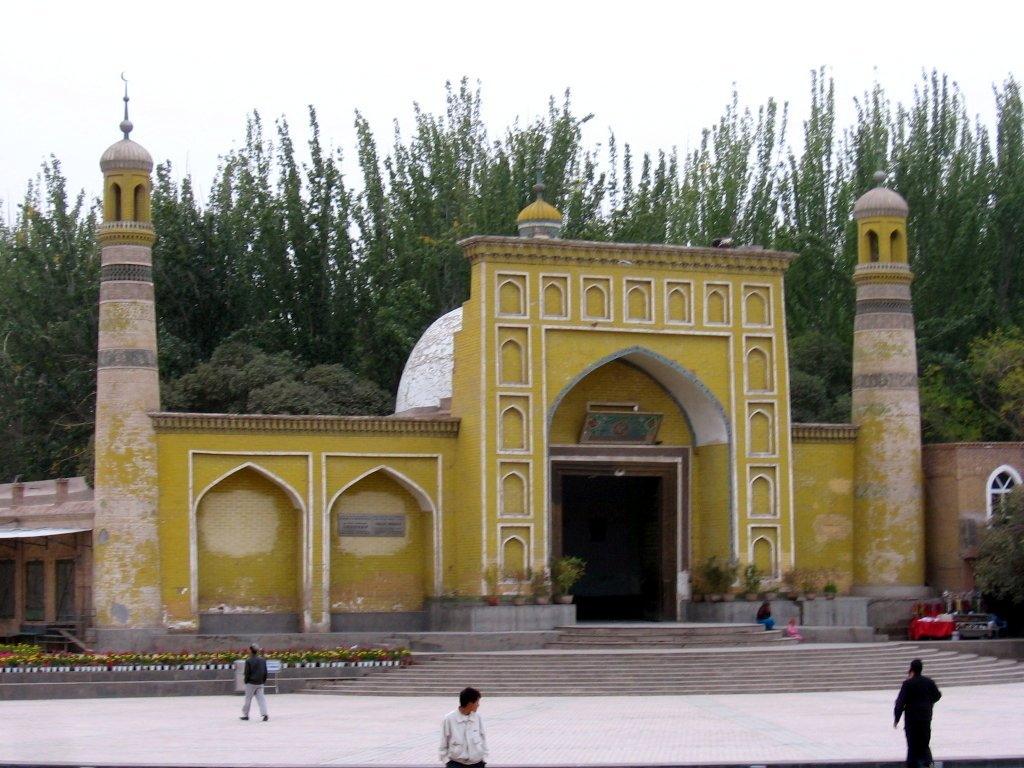
カシュガルにあるエイティガールモスク。2005年撮影。

メスチトと呼ばれる新疆地区で建設されたモスクは、建築資材として木材や土レンガ、焼成レンガ、瑠璃レンガなどを多用しているドーム型や平らな屋根を持ち、開放的な殿堂と閉鎖的なそれを融合した形式をとっている。こうしたモスクは西トルキスタンやウズベキスタンなど中央アジアのモスクの特徴を備えている。

### 年中行事

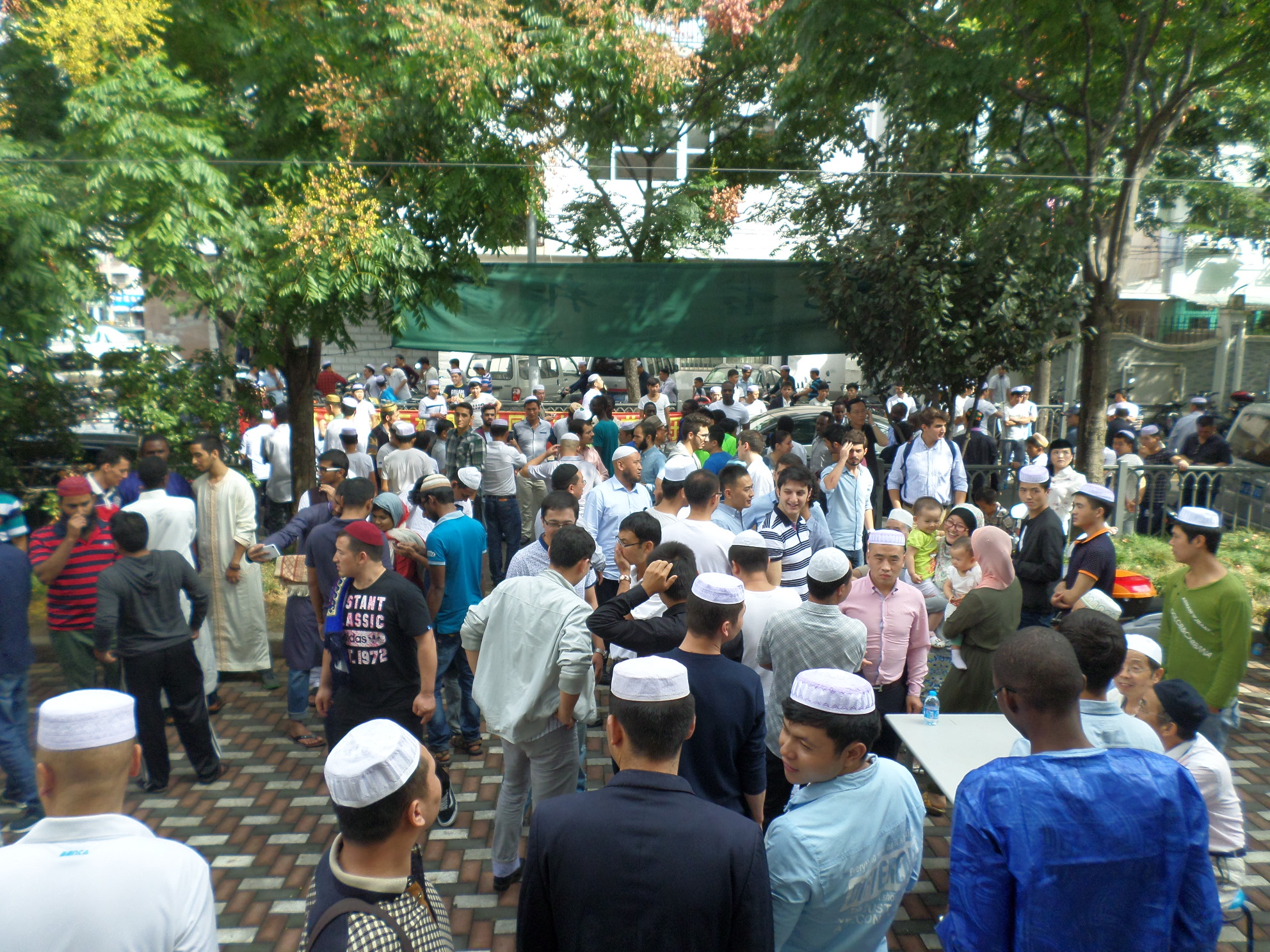
上海のモスクでのイード・アル＝アドハーの様子。2015年撮影。

イスラームには断食明けの祭りであるイード・アル＝フィトルと犠牲祭であるイード・アル＝アドハーなどの祭り（イード）があり、これらは中国のムスリムの間でも盛大に祝われる。
イード・アル＝フィトルは新月が観測された3日以内に開催され、集団礼拝をおこなったのちに家族や親戚と断食明けを祝う。カザフ族やタジク族、キルギス族は「ディアオヤン」と呼ばれる馬術競技や弓術などの行事を行う。
イード・アル＝アドハーはヒジュラ歴12月10日ごろに飼っている牛や羊を屠畜し、肉を親せきや友人、貧しい人たちに配る。こうした祭りの日はムスリム少数民族に限り祝日となっており、休日を申請するとイード・アル＝フィトルで1日、イード・アル＝アドハーで半日の休暇を取ることが法律で認められている。しかしこれには地域差があり、また、民間企業ではこの休暇申請を認めていないところもある。ウイグル族はイード・アル＝アドハーをクルバン節と呼び、これを最大の祭日としている。2016年までは犠牲祭の供犠はモスクの敷地内や周囲で行われていたが、2017年からは政府によって禁止され、モスクから離れた精肉加工会社で行うことになった。
ムハンマドの誕生日であるマウリド・アル＝ナビーがヒジュラ暦の3月12日に祝われるが、カディーム派はイードと同様にこれを祝うのに対してイフワーン派やそこから分裂したサラフィーヤ派はこれを祝わないなど、教派によって違いが見られる。このほか、ムハンマドの娘であるファーティマの忌日を記念する「法貼麦節」やムハンマドの娘婿であるアリーの次男フサインの殉教日を祝う「アーシューラー」など、シーア派に由来する記念日も祝われることがある。ただし、近年ではアーシューラーは重視されていない。

### マッカ巡礼
マッカ巡礼は国家宗教局の管理のもと中国伊斯蘭教協会や各省の宗教事務担当部門によって実施され、中国政府によって毎年一定の参加者の枠を与えられる。2011年には巡礼者は1.37万人に上り、各地からサウジアラビア行きの専用便が運航された。しかし1985年に自費での巡礼が許可されたことで自費で行くものも多く、例えば2005年の新疆では1,500人が政府に組織されて巡礼に向かったが、自費で巡礼に赴く者のほうが多かったという。ただし、2000年代後半以降は政府による取り締まりが強化されたことで自費での巡礼が困難になった。澤井 (2018)によると、マッカ巡礼に際しては巡礼希望者の政治思想が検討され、中国共産党・政府と良好な関係を気付いていない者には巡礼の許可が下りないことがあるという。
マッカ巡礼はサウジアラビア政府によりムスリム人口の0.2%が巡礼者数として告知されることになっており、およそ2000万人のムスリムを抱える中国はおよそ2万人が定員となっている。しかし、サウジアラビアは2万人を受け入れる用意をしているが、2007年には10,806人、2009年には12,730人、2010年には13,364人であったように中国側の定員は2万人よりも少なく設定されている。

## 教育

### 伊斯蘭教経学院
伊斯蘭教経学院は、中国伊斯蘭教協会によって運営されるイスラーム学校である。これは1955年に中国政府によって設立され、北京の牛街にある中国伊斯蘭教経学院を頂点としてそのほか蘭州やウルムチ、銀川などの地方都市に伊斯蘭教経学院が設立されている。伊斯蘭教経学院は4年制であり、アラビア語や、イスラーム法学やハディース学、イスラーム史などのイスラーム諸学、そのほか中国語や中国文学、マルクス主義などの政治理論、地理、体育などの授業が行われている。大学生と同じレベルの宗教指導者の育成が目標とされている。

### 経堂教育
経堂教育とは、西北部ではマンラー、ほかの地域ではハリーファと呼ばれる寄宿学生がモスクに寄宿してアホンの補佐役として儀礼の執行をするかたわら、伝統的なイスラーム教育を受けることをいう。これは明代の中期にまでさかのぼり、現在までモスクで受け継がれている教育制度である。寄宿学生は各地のモスクを転々としてアホンとなるべくイスラーム教育を受ける。現在では寄宿学生の人数は制限され、18歳未満の未成年は入学を禁止されている。

### 女子教育
中国伊斯蘭教協会が編集・出版している『新編臥爾茲演講集』の第4章である「鼓励婦女接受教育 不反対婦女参加社会活動」（女性が教育を受けることを励まし、社会活動への参加を反対せず）で以下のように記して男女平等を強調し、女性が教育を受ける権利を主張している。
…教育を受ける権利を女性に与えることは女性問題に関するイスラーム教の重要な主張である。…—中国伊斯蘭教協会、新編臥爾茲演講集
改革・開放政策下において、中国各地で女子教育が始まった。寧夏や甘粛などでは清真女学と呼ばれる女子学校が相次いで設立され、女子教育が活発に行われた。清真女学では女子のイスラーム教徒に漢語とアラビア語の授業を行い、社会常識についても教育が行われている。金 (2006)は、これらの清真女学は中国イスラーム社会において、イスラーム知識の伝播や教育爺業の推進の他、女性の自己意識の形成や家庭・社会の安定に大きな役割を果たしているとしている。ただし、こうした女学は地方政府の認可を受けている精鋭型、モスクが運営する中間型、そのほか個人で運営される基層型に分類され、精鋭型以外は学歴にならないため大学への進学が難しいという問題点を抱えている。